# Gladwyn Jebb
Hubert Miles Gladwyn Jebb, Gladwyn 1. bárója GCMG, GCVO, CB, PC (Yorkshire, 1900. április 25. – Halesworth, 1996. október 24.) kiemelkedő brit köztisztviselő, diplomata és politikus, aki 1945–46-ban öt hónapig az ENSZ megbízott főtitkáraként dolgozott.

## A kezdetek, pályafutása
A yorkshire-i Firbeck Hallból származó Sydney Jebb fiaként a Sandroyd Schoolba és az Eton College-ba járt, mielőtt az oxfordi Magdalen College-ban végzett első osztályú elismeréssel történelemből.
1929-ben feleségül vette Cynthia Noble-t, Sir Saxton Noble 3. bárójának lányát. Noble Sir Andrew Noble 1. bárójának unokája és Isambard Kingdom Brunel dédunokája volt. A párnak három gyermeke született, egy fia, Miles és két leánya,  Vanessa, Hugh Thomas történész felesége, és Stella, Joel de Rosnay tudós felesége. Unokája Tatiana de Rosnay francia írónő.
1924-ben lépett brit diplomáciai szolgálatba, és Teheránban szolgált, ahol Harold Nicolsonnal és Vita Sackville-Westtel ismerkedett meg. Később Rómában, a londoni külügyminisztérium kebelében, a diplomáciai szolgálat vezetőjének magántitkáraként szolgált.

## Megbízott ENSZ-főtitkárként
A második világháború után Jebb 1945 augusztusában az Egyesült Nemzetek Szervezete Előkészítő Bizottságának ügyvezető titkáraként, októbertől 1946 februárjáig pedig megbízott ENSZ-főtitkárként dolgozott, amikor is kinevezték az első főtitkárt, Trygve Lie-t.
Jebb azóta is az egyetlen ENSZ-főtitkár vagy megbízott főtitkár, aki az ENSZ Biztonsági Tanácsának egyik állandó tagállamából származik.

## Nagykövetként
Visszatérve Londonba, Jebb Ernest Bevin külügyminiszter helyetteseként működött a Külügyminiszterek Konferenciáján, mielőtt a Külügyminisztérium ENSZ-tanácsadójaként szolgált (1946–1947). Személyes nagyköveti rangban képviselte az Egyesült Királyságot a Brüsszeli Szerződés Állandó Bizottságában.
1950 és 1954 között az Egyesült Királyság ENSZ-, 1954 és 1960 között pedig Párizsba delegált nagykövete lett. Ő volt az Egyesült Királyság első állandó ENSZ-képviselője. Utóbbi szerepében feldühítette, hogy az 1956-os szuezi inváziót megelőző titkos tárgyalások a britek, a franciák és az izraeliek között az ő tudta nélkül zajlottak Sèvres-ben, és bizonyos tekintetben az is, hogy Harold Macmillan miniszterelnök mellőzte őt a találkozón. A párizsi „nagyhatalmi” csúcstalálkozó 1960-ban.
Jebb meglehetősen „nagystílű” modora késztette Selwyn Lloyd külügyminisztert egy epigrammára: „You are a deb, Sir Gladwyn Jebb vagy”.

## Politikai pályája
Jebbet 1949-ben lovaggá ütötték. 1960. április 12-én a Suffolk megyei Bramfieldbeli Gladwyn bárójaként kreálták. A Liberális Párt tagjaként kapcsolódott be a politikába. 1965 és 1988 között a liberálisok helyettes vezetője volt a Lordok Házában, valamint külügyi és védelmi szóvivő. Lelkes európaiként 1973-tól 1976-ig az Európai Parlament képviselője, s a politikai bizottság alelnöke is volt. 1979-ben sikertelenül szállt ringbe a suffolki európai parlamenti mandátumért.
Amikor az 1960-as évek elején megkérdezték tőle, miért lépett be a Liberális Pártba, azt válaszolta, hogy „a Liberálisok egy párt tábornok nélkül, ő pedig egy tábornok párt nélkül.” Sok liberálishoz hasonlóan, ő is szenvedélyesen hitte, hogy az oktatás a társadalmi reform kulcsa.

## Halála
1996. október 24-én, 96 éves korában, az Egyesült Nemzetek Szervezete megalapításának 51. évfordulóján hunyt el. A suffolki Bramfieldben található Szent András-templomban temették el.

## Kitüntetései
- GCMG, 1954 (Knight Commander of the Order of St Michael and St Georges, 1949-ben és egy CMG 1942-ben)
- GCVO, 1957
- A fürdő társa, 1947
- Grand Croix de la Légion d'Honneur, 1957

## Publikációk és lapok
Jebb publikációi a következők:
- Szükséges a feszültség?, 1959
- Békés együttélés, 1962
- Az európai eszme, 1966
- Félúton 1984-ig, 1967
- De Gaulle Európája, avagy Miért mond nemet a tábornok, 1969
- Európa de Gaulle után, 1970
- Lord Gladwyn emlékiratai, 1972

Gladwyn I. Lordja iratait fia, 2. Lord Gladwyn helyezte letétbe a Cambridge-i Egyetem Churchill Archívum Központjában 1998 és 2000 között.

## Ábrázolása aThe Goon Show-ban
A The Goon Show (9. sorozat, 16. epizód, adás: 1959. február 16.) "The Gold Plate Robbery" című epizódjában Bloodnok őrnagy; aki „az utolsó brit nagykövet Marrákesben” szerepében hangosan elmélkedik: „Most, egy alvás a teljes nagyköveti fizetésért. Kalandozik! Kíváncsi vagyok, mit csinál az öreg Gladwyn Jebb”. A vén Bloodnok ezután beleegyezik abba, hogy fegyverekkel és lőszerekkel lássa el régi ellenségét, a The Red Bladder törzsvezért (akit Ray Ellington alakít) egy ellopott aranylemezért cserébe, amelyről, amikor megkérdezik, Bloodnok azt állítja, hogy valójában az az aranykorong, amelyet megnyert. slágerlemeze s Nem tudom, ki vagy, uram, vagy honnan jöttél, de hatalmas jót tettél velem; ennek a dalát aztán elénekli. 

## Fordítás
Ez a szócikk részben vagy egészben  a   Gladwyn Jebb című angol Wikipédia-szócikk ezen változatának fordításán alapul.  Az eredeti cikk szerkesztőit annak laptörténete sorolja fel. Ez a jelzés csupán a megfogalmazás eredetét és a szerzői jogokat jelzi, nem szolgál a cikkben szereplő információk forrásmegjelöléseként.